# Richard Rensch
Richard Rensch (* 9. Februar 1923 in Eisleben; † 10. März 1997 in Lauffen am Neckar) war ein deutscher Orgelbauer. Er gründete das Unternehmen Rensch mit Sitz Lauffen am Neckar.
Rensch entwickelte 1968 den Mensuren-Rechenschieber, ein Hilfsmittel zur Bestimmung der Orgelpfeifenmensuren. 1970 wurde dann im Unternehmen die graphische Darstellungsmethode eingeführt, die heute das allgemein gebräuchliche System zur Berechnung der Orgelpfeifenmensuren ist. 1975 wurde der Betrieb in eine Familien-GmbH umgewandelt.

## Werkliste Richard Rensch Orgelbau (Auswahl)
Die Größe der Instrumente wird in der sechsten Spalte durch die Anzahl der Manuale und die Anzahl der klingenden Register in der siebten Spalte angezeigt. Ein großes „P“ steht für ein selbstständiges Pedal.
| Jahr | Opus | Ort                               | Gebäude                             | Bild | Manuale | Register | Bemerkungen |
| ---- | ---- | --------------------------------- | ----------------------------------- | ---- | ------- | -------- | --- |
| 1957 | 5    | Crailsheim                        | Liebfrauenkapelle                   |      | II/P    | 16       | überholt 2004 → Orgel |
| 1959 | 12   | Löchgau                           | ev. Peterskirche                    |      | II/P    | 17       | |
| 1961 | 21   | Tuttlingen                        | Martinskirche                       |      | II/P    | 18       | 1993 erweitert, 2024 verkauft → Orgel |
| 1962 | 26   | Geislingen an der Steige          | ev. Pauluskirche                    |      | II/P    | 32       | |
| 1964 | 35   | Schwäbisch Gmünd                  | ev. Augustinuskirche                |      | II/P    | 30       | Disposition und Prospektentwurf von Helmut Bornefeld, 2021 verkauft nach Polen; Neubau durch Hermann Eule, Einweihung 2023 |
| 1965 | 37   | Heilbronn                         | ev. Christuskirche                  |      | III/P   | 32       | |
| 1965 | 38   | Kirchheim unter Teck              | ev. Martinskirche                   |      | IV/P    | 68       | zunächst Teilbau mit III/P/28, Fertigstellung 192 als op. 121 |
| 1967 |      | Stuttgart                         | Friedenskirche                      |      | III/P   | 41       | → Orgel |
| 1968 | 56   | Heilbronn                         | ev. Kilianskirche, Chororgel        |      | II/P    | 14       | Spieltisch mit darüber aufgebautem Brustwerk fahrbar |
| 1973 | 84   | Unna                              | ev. Stadtkirche                     |      | III/P   | 49       | |
| 1980 | 115  | Rheinfelden (Baden)               | ev. Christuskirche                  |      | III/P   | 38       | → Orgel |
| 1980 | 116  | Weil der Stadt                    | ev. Brenz-Kirche                    |      | II/P    | 13       | |
| 1981 | 118  | Göppingen                         | ev. Stadtkirche                     |      | III/P   | 42       | Überholt durch die Erbauerwerkstatt im Jahr 2002 |
| 1984 | 130  | Schwaigern                        | ev. Johanneskirche                  |      | II/P    | 34       | |
| 1985 | 134  | Herrenberg                        | ev. Stiftskirche                    |      | III/P   | 36       | Gehäuse aus dem Jahr 1890 von der Orgelbaufirma Eberhard Friedrich Walcker |
| 1985 | 136  | Wiesloch                          | ev. Stadtkirche                     |      | III/P   | 29       | Ca. 900 Pfeifen aus der Vorgängerorgel aus dem Jahr 1885 übernommen. |
| 1986 | 140  | Bottrop                           | kath. Kirche Herz Jesu              |      | IV/P    | 56       | |
| 1987 | 141  | Pforzheim-Brötzingen              | ev. Christuskirche (Brötzingen)     |      | III/P   | 46       | |
| 1988 | 144  | Schwarzenacker                    | ev. Christuskirche                  |      | II/P    | 19       | |
| 1988 | 146  | Gärtringen                        | ev. St.-Veit-Kirche                 |      | III/P   | 32       | 1988 mit III/P/23 erbaut, Pedalregister auf dem III. Manual spielbar, ins Pedal nur koppelbar. 2009 durch die Erbauerwerkstatt 2 Hauptwerksregister sowie „Großpedal“ mit 7 eigenen Registern ergänzt. Foto zeigt Zustand vor Erweiterung |
| 1989 | 150  | Ulm                               | kath. Heilig-Geist-Kirche           |      | II/P    | 29       | |
| 1990 | 154  | Zell (Esslingen am Neckar)        | ev. Pfarrkirche                     |      | II/P    | 16       | |
| 1991 | 159  | Nordheim (Württemberg)            | ev. Bartholomäuskirche              |      | II/P    | 23+3     | 3 Transmissionen |
| 1992 | 160  | Augsburg                          | ev. Heilig-Kreuz-Kirche             |      | III/P   | 35       | Prospekt von Bauer/Schmahl aus dem Jahr 1730 |
| 1994 | 174  | Vaihingen an der Enz-Enzweihingen | Kath. St.-Paulus-Kirche             |      | II/P    | 19       | |
| 1995 | 179  | Münster-Wolbeck                   | ev. Christuskirche                  |      | II/P    | 13       | Kirche der Freikirchlichen Gemeinde, Einweihung am 25. Juni 1995 |
| 1997 |      | Mönchengladbach-Odenkirchen       | kath. St. Laurentiuskirche          |      | III/P   | 40       | |
| 2000 |      | Lauffen am Neckar                 | kath. St. Paulus                    |      | II/P    | 19       | |
| 2002 | 216  | Ebingen                           | ev. Martinskirche                   |      | III/P   | 53       | |
| 2004 | 227  | Germering                         | Kath. Pfarrkirche St. Martin        |      | II/P    | 31       | |
| 2005 |      | Obernburg am Main                 | St. Peter und Paul                  |      | II/P    | 33       | → Orgel |
| 2010 |      | Schramberg-Sulgen                 | ev. St.-Laurentius-Kirche           |      | II/P    | 33       | |
| 2011 |      | Bechhofen (Mittelfranken)         | ev. St.-Johannis-Kirche             |      | II/P    | 28       | Prospekt der Vorgängerorgel aus der Werkstatt von Wilhelm Holländer aus dem Jahr 1922 übernommen. |
| 2012 |      | Heilbronn-Böckingen               | kath. St. Kilian                    |      | II/P    | 22       | |
| 2013 |      | Nußloch                           | ev. Kirche                          |      | II/P    | 26       | |
| 2015 |      | Våler, Hedmark, Norwegen          | Våler kirke                         |      | II/P    | 31       | |
| 2017 |      | Vilshofen an der Donau            | Pfarrkirche St. Johannes der Täufer |      | III/P   | 47       | Im spätbarocken Prospekt von 1760 von Joseph Deutschmann. |
| 2019 |      | Heggedal, Norwegen                | Heggedal kirke                      |      | II/P    | 16       | Einweihung am 25. August 2019 |
| 2020 |      | Hvaler, Norwegen                  | Hvaler kirke                        |      | II/P    | 23       | Fertigstellung März 2020 |
| 2022 |      | Bad Mergentheim                   | Münster St. Johannes                |      | III/P   | 25       | weitere Register im Hinterwerk zum Ausbau vorbereitet |